# MRCC Rom
Das MRCC Rom (Maritime Rescue Coordination Center Rom) ist die Seenotrettungsleitstelle (MRCC) für die Seegebiete um Italien, also für große Teile des westlichen und zentralen Mittelmeeres. Bei ihr laufen alle Notrufe von Seefahrzeugen aus diesem Raum auf und sie koordiniert alle erforderlichen Rettungseinsätze.
Das MRCC Rom wird von der italienischen Küstenwache betrieben. Bei der MRCC Rom werden die Position von Schiffen, deren Kapazitäten und Seeausdauer zusammengeführt, um Seenotrettungen möglichst effektiv zu koordinieren. Das MRCC Rom ist für ein Seegebiet von der Ausdehnung zuständig, das in etwa der Größe Deutschlands entspricht.

## Alarmierung
Wie alle MRCCs kann das MRCC Rom über folgende Wege alarmiert werden:
- EPIRB-Seenotbake (Satellit)
- GMDSS-Inmarsat-Datenfunk (Satellit)
- Inmarsat (C 424-744-220 = MRCC X), Iridium, Thuraya (Satelliten-Telefon)
- GMDSS-UKW-Radio
- GMDSS-GW/KW-Radio
- UKW-Kanal 16
- Kurzwelle 2.182 kHz
- im Küstenbereich auch über Mobil- oder Festnetztelefon: 39-06-592-3569

An der italienischen Küste befinden sich 14 Marine Rescue Sub Centers (MRSC), lokale Rettungszentralen, die die Koordinierung in ihrem Küstenbereich übernehmen und in ständiger Verbindung mit dem MRCC stehen. Das geographisch nächste MRCC ist das MRCC Malta.

## Entwicklung
Das MRCC Rom wurde in den 1960er Jahren eingerichtet. Mit der Zunahme der Seenotfälle durch die Migration über das Mittelmeer ab den 2000er Jahren musste das MRCC Rom vermehrt Rettungen nach drastischen und verheerenden Seenotfällen von Flüchtlingsbooten koordinieren. Als Reaktion startete Italien 2013 die Operation Mare Nostrum, bei der das MRCC ebenfalls als Koordinierungsstelle diente. Nachdem sich die europäischen Staaten geweigert hatten, die rein von Italien finanzierte und durchgeführte Rettungsaktion mit eigenen Mitteln zu unterstützen, wurde die Operation 2014 beendet.
Die von 22 europäischen Nationen mit rund 1300 Soldaten und Zivilpersonal getragene Frontex-Operation „Triton“ zielte auf die Verhinderung von Menschenschmuggel. Das-Hauptquartier der Operation befand  sich an Bord des Flaggschiffs der Operation. Am 1. Februar 2018 wurde sie durch die Operation Themis ersetzt.
Die Rettungseinsätze der Operation „Triton“ und „Themis“ wie auch jene ziviler Schiffe von Nichtregierungsorganisationen und Seenotrettungsorganisationen (z. B. Ärzte ohne Grenzen/SOS Méditerranée) werden von der MRCC Rom koordiniert.